# Наследница «Оборотней»
«Наследница „Оборотней“» — советский фильм 1990 года режиссёра Гунара Цилинского, по мотивам одноименного романа Илоны Леймане.

## Сюжет
Середина XIX века. В глухом уголке на берегу озера рядом живут две семьи. У одной дела идут плохо: неурожаи, падение скота, болезни; в то время как у другой всё хорошо. И первая семья с ненавистью смотрит на вторую, считая, что тут не обошлось без колдовства, о чём распускает слухи и уже вся округа начинает ненавидеть «оборотней». Однако, причина не в колдовстве, просто «оборотни», не забыв древние традиции и обычаи, живут в согласии с природой. Любовь между парнем из первой семьи Андрейсом и девушкой из «оборотней» Лавизе преодолевает предрассудки, недоверие и ненависть.

## В ролях
- Зане Янчевска — Лавизе
- Андерс Двиньянинов — Андрейс
- Марга Тетере — Даце
- Эвалдс Валтерс — Бертулис
- Гунар Цилинский — хозяин хутора
- Даце Эверса — хозяйка хутора
- Антра Лиедскалныня — Зилите
- Янис Паукштелло — Густ

В эпизодах: Лига Видениеце, Юрис Стренга, Велта Страуме, Иварс Браковскис, Юрис Лавиньш, Эвалдс Валтерс и другие.